# Wayne Martin
Wayne Stewart Martin, né le 28 décembre 1952, est le juge en chef de l'Australie-Occidentale depuis le 1er mai 2006. Il est également le lieutenant-gouverneur de l'Australie-Occidentale depuis le 9 octobre 2009. Dans ce rôle, il a servi en tant qu'administrateur par intérim à deux reprises lorsque le poste de gouverneur d'Australie-Occidentale a été vacant du 2 mai au 1er juillet 2011, puis, du 1er juillet au 20 octobre 2014.

## Biographie
Wayne Stewart Martin est né le 28 décembre 1952. Il est diplômé de l'Université d'Australie-Occidentale avec un Bachelor of Laws en 1973. Il a complété son Master of Laws au King's College de Londres. Il fut admis à la pratique du droit en Australie-Occidentale en 1977 et devint un partenaire de la firme juridique Keal Brinsden, qui est devenue Corrs Chambers Westgarth (en) de nos jours, jusqu'à ce qu'il joigne le barreau de manière indépendante en 1988. Il a été nommé conseiller de la reine (Queen's Counsel an anglais) en 1993.
En marge de sa carrière d'avocat Wayne a été le président de la Western Australian Law Reform Commission, président du Administrative Review Council, président du Defamation Law Reform Committee et président de la Western Australian Bar Association. De plus, il est un ancien président de la Law Society of Western Australia et  un ancien directeur du  Law Council of Australia (en).
Le 1er mai 2006, Wayne a été officiellement nommé juge en chef de l'Australie-Occidentale. Le 9 octobre 2009, il a été officiellement assermenté en tant que lieutenant-gouverneur de l'Australie-Occidentale. En tant que lieutenant-gouverneur, il a agi à deux reprises en tant que gouverneur d'Australie-Occidentale : la première du 2 mai au 1er juillet 2001 suivant la fin du mandat de Ken Michael et la seconde du 1er juillet au 20 octobre 2014 suivant la fin du mandat de Malcolm McCusker (en).

## Distinctions
Le 11 juin 2012, Wayne a été nommé compagnon de l'Ordre d'Australie pour son service à la justice et à la loi, particulièrement en tant que juge en à la Cour suprême de l'Australie-Occidentale, pour les réformes légales et de l'éducation ainsi que pour la communauté.